# Courtois-sur-Yonne
Courtois-sur-Yonne é uma comuna francesa na região administrativa de Borgonha-Franco-Condado, no departamento de Yonne. Estende-se por uma área de 4,27 km². Em 2010 a comuna tinha 808 habitantes (densidade: 189,2 hab./km²).